# Lacinipolia lunata
Lacinipolia lunata là một loài bướm đêm trong họ Noctuidae.